# Филип Гајо
Филип Гајо, који се назвао српским примсом, био је надбискуп у Бару у периоду од 1485. до 1509. године. Овог Млечанина је именовао папа Иноћенцо Осми. Још увијек није јасно, али је Филип још за понтификата у Бару, био и у Вићенци, као намјесник бискупа тога града. У Вићенци је дочекао и бурбонску принцезу Ану (на њеном путуза Угарску, на свадбу са краљем Владиславом). У Венецији је, 1503. године, као намјесник бискупа тог града, урезао је у спомен-плочи назив цркве у којој се спомиње као примас.